# Grande Prêmio da Arábia Saudita de 2025
O Grande Prêmio da Arábia Saudita de 2025 (formalmente denominado Formula 1 STC Saudi Arabian Grand Prix 2025) foi a quinta etapa da temporada de 2025 da Fórmula 1, disputada em 20 de abril de 2025 no Circuito da Corniche de Gidá, em Jeddah, Arábia Saudita. Após ser disputado em março nos últimos anos, o evento foi deslocado para abril para evitar o Ramadã (28 de fevereiro a 29 de março de 2025), mantendo-se como uma corrida noturna. A STC (Saudi Telecom Company) segue como patrocinadora titular, e o circuito, projetado por Hermann Tilke e inaugurado em 2021, é conhecido por suas altas velocidades e desafios únicos em um traçado urbano.

## Antecedentes
O GP da Arábia Saudita é um evento central na estratégia de promoção internacional do país, atraindo cerca de 150 mil espectadores e gerando um impacto econômico estimado em US$700 milhões anuais, com benefícios em turismo e publicidade. A corrida noturna, iluminada por milhares de luzes LED, cria um espetáculo visual, enquanto fãs locais celebram com festivais e exibições ao longo da Corniche. Em 2025, a mudança para abril deve atrair ainda mais público internacional, aproveitando o clima mais ameno.
O Grande Prêmio da Arábia Saudita de 2025 sucede o GP do Barém e antecede o da China, sendo a quinta das 24 corridas do calendário. Com 6.174 km e 27 curvas, o circuito é famoso por suas retas longas e sequências de curvas de alta velocidade, como as curvas 4 a 13, além da desafiadora curva 22, quase cega e próxima às barreiras. A iluminação artificial garante condições estáveis, mas o vento e a poeira podem afetar a visibilidade.
A temporada de 2025 traz motores híbridos V6 turbo com MGU-K de 350 kW e combustíveis 100% sustentáveis, além de carros de 798 kg e DRS ajustado.

## Resultados

### Treino classificatório
O treino classificatório está programado para 19 de abril de 2025, às 20:00 (UTC+3), definindo o grid de largada. Com três fases (Q1, Q2, Q3) de 18, 15 e 12 minutos, a sessão noturna deve ocorrer sob 28°C e ventos moderados, favorecendo os pneus médios (C2) e duros (C1) devido à alta velocidade e abrasividade limitada.
| Pos.                | N° | Piloto                | Construtor                 | tempos qualificatorios | tempos qualificatorios | tempos qualificatorios | Final grid |
| Pos.                | N° | Piloto                | Construtor                 | Q1                     | Q2                     | Q3                     | Final grid |
| ------------------- | -- | --------------------- | -------------------------- | ---------------------- | ---------------------- | ---------------------- | ---------- |
| 1                   | 1  | Max Verstappen        | Red Bull Racing-Honda RBPT | 1:27.778               | 1:27.529               | 1:27.294               | 1          |
| 2                   | 81 | Oscar Piastri         | McLaren-Mercedes           | 1:27.901               | 1:27.545               | 1:27.304               | 2          |
| 3                   | 63 | George Russell        | Mercedes                   | 1:28.282               | 1:27.599               | 1:27.407               | 3          |
| 4                   | 16 | Charles Leclerc       | Ferrari                    | 1:28.552               | 1:27.866               | 1:27.670               | 4          |
| 5                   | 12 | Andrea Kimi Antonelli | Mercedes                   | 1:28.128               | 1:27.798               | 1:27.866               | 5          |
| 6                   | 55 | Carlos Sainz Jr.      | Williams-Mercedes          | 1:28.354               | 1:28.024               | 1:28.164               | 6          |
| 7                   | 44 | Lewis Hamilton        | Ferrari                    | 1:28.372               | 1:28.102               | 1:28.201               | 7          |
| 8                   | 22 | Yuki Tsunoda          | Red Bull Racing-Honda RBPT | 1:28.226               | 1:27.990               | 1:28.204               | 8          |
| 9                   | 10 | Pierre Gasly          | Alpine-Renault             | 1:28.421               | 1:28.025               | 1:28.367               | 9          |
| 10                  | 4  | Lando Norris          | McLaren-Mercedes           | 1:27.805               | 1:27.481               | No time                | 10         |
| 11                  | 23 | Alexander Albon       | Williams-Mercedes          | 1:28.279               | 1:28.109               | N/A                    | 11         |
| 12                  | 30 | Liam Lawson           | Racing Bulls-Honda RBPT    | 1:28.561               | 1:28.191               | N/A                    | 12         |
| 13                  | 14 | Fernando Alonso       | Aston Martin-Mercedes      | 1:28.548               | 1:28.303               | N/A                    | 13         |
| 14                  | 6  | Isack Hadjar          | Racing Bulls-Honda RBPT    | 1:28.571               | 1:28.418               | N/A                    | 14         |
| 15                  | 87 | Oliver Bearman        | Haas-Ferrari               | 1:28.536               | 1:28.648               | N/A                    | 15         |
| 16                  | 18 | Lance Stroll          | Aston Martin-Mercedes      | 1:28.645               | N/A                    | N/A                    | 16         |
| 17                  | 7  | Jack Doohan           | Alpine-Renault             | 1:28.739               | N/A                    | N/A                    | 17         |
| 18                  | 27 | Nico Hülkenberg       | Kick Sauber-Ferrari        | 1:28.782               | N/A                    | N/A                    | 18         |
| 19                  | 31 | Esteban Ocon          | Haas-Ferrari               | 1:29.092               | N/A                    | N/A                    | 19         |
| 20                  | 5  | Gabriel Bortoleto     | Kick Sauber-Ferrari        | 1:29.462               | N/A                    | N/A                    | 20         |
| 107% time: 1:33.922 |    |                       |                            |                        |                        |                        |            |
| Fontes:             |    |                       |                            |                        |                        |                        |            |

### Corrida
A corrida está marcada para 20 de abril de 2025, às 20:00 (UTC+3), com 50 voltas e 308.700 km. A estratégia deve privilegiar duas paradas, com pneus médios (C2) e duros (C1) predominando devido às altas velocidades e desgaste moderado. A reta principal e a curva 1 são os principais pontos de ultrapassagem com DRS.
Piastri venceu a prova com Max em segundo e Leclerc em terceiro, Austrália voltou a liderança do Campeonato de pilotos da F1 desde 2010 com Mark Webber último piloto australiano a ficar na liderança. Charles Leclerc conquistou seu primeiro podio no ano e também da equipe Ferrari após 5 GPs.
| Pos.    | N° | Piloto                | Construtor                 | Voltas | Tempo/retirada    | Grid | Pontos |
| ------- | -- | --------------------- | -------------------------- | ------ | ----------------- | ---- | ------ |
| 1       | 81 | Oscar Piastri         | McLaren-Mercedes           | 50     | 1:21:06.758       | 2    | 25     |
| 2       | 1  | Max Verstappen        | Red Bull Racing-Honda RBPT | 50     | +2.843            | 1    | 18     |
| 3       | 16 | Charles Leclerc       | Ferrari                    | 50     | +8.104            | 4    | 15     |
| 4       | 4  | Lando Norris          | McLaren-Mercedes           | 50     | +9.196            | 10   | 12     |
| 5       | 63 | George Russell        | Mercedes                   | 50     | +27.236           | 3    | 10     |
| 6       | 12 | Andrea Kimi Antonelli | Mercedes                   | 50     | +34.688           | 5    | 8      |
| 7       | 44 | Lewis Hamilton        | Ferrari                    | 50     | +39.073           | 7    | 6      |
| 8       | 55 | Carlos Sainz Jr.      | Williams-Mercedes          | 50     | +1:04.630         | 6    | 4      |
| 9       | 23 | Alexander Albon       | Williams-Mercedes          | 50     | +1:06.515         | 11   | 2      |
| 10      | 6  | Isack Hadjar          | Racing Bulls-Honda RBPT    | 50     | +1:07.091         | 14   | 1      |
| 11      | 14 | Fernando Alonso       | Aston Martin-Mercedes      | 50     | +1:15.917         | 13   |        |
| 12      | 30 | Liam Lawson           | Racing Bulls-Honda RBPT    | 50     | +1:18.4511        | 12   |        |
| 13      | 87 | Oliver Bearman        | Haas-Ferrari               | 50     | +1:19.194         | 15   |        |
| 14      | 31 | Esteban Ocon          | Haas-Ferrari               | 50     | +1:39.723         | 19   |        |
| 15      | 27 | Nico Hülkenberg       | Kick Sauber-Ferrari        | 49     | +1 lap            | 18   |        |
| 16      | 18 | Lance Stroll          | Aston Martin-Mercedes      | 49     | +1 lap            | 16   |        |
| 17      | 7  | Jack Doohan           | Alpine-Renault             | 49     | +1 lap            | 17   |        |
| 18      | 5  | Gabriel Bortoleto     | Kick Sauber-Ferrari        | 49     | +1 lap            | 20   |        |
| Ret     | 22 | Yuki Tsunoda          | Red Bull Racing-Honda RBPT | 1      | Dano após colisão | 8    |        |
| Ret     | 10 | Pierre Gasly          | Alpine-Renault             | 0      | Colisão           | 9    |        |
| Fontes: |    |                       |                            |        |                   |      |        |

Notas
- ↑1  – Liam Lawson terminou em 11º, mas recebeu uma penalidade de dez segundos por sair da pista e ganhar vantagem, com isso perdeu apenas 1 posição.[6]

## Tabela do Campeonato após a Corrida
|        | Pos. | Piloto          | Pontos |
| ------ | ---- | --------------- | ------ |
| 1      | 1    | Oscar Piastri   | 99     |
| 1      | 2    | Lando Norris    | 89     |
|        | 3    | Max Verstappen  | 87     |
|        | 4    | George Russell  | 73     |
|        | 5    | Charles Leclerc | 47     |
| Fonte: |      |                 |        |

|        | Pos. | Construtor                 | Pontos |
| ------ | ---- | -------------------------- | ------ |
|        | 1    | McLaren-Mercedes           | 188    |
|        | 2    | Mercedes                   | 111    |
|        | 3    | Red Bull Racing-Honda RBPT | 89     |
|        | 4    | Ferrari                    | 78     |
| 1      | 5    | Williams-Mercedes          | 25     |
| Fonte: |      |                            |        |

- Nota: Apenas as 5 primeiras posições estão incluídas em ambos conjuntos de classificação.

## Informações técnicas e destaques
- Circuito Corniche de Jeddah: Projetado por Hermann Tilke e inaugurado em 2021, o traçado urbano de 6.174 km tem 27 curvas e uma velocidade média superior a 250 km/h, sendo o segundo mais longo do calendário após Spa. A iluminação LED cobre os 2.500 metros de barreiras.
- Pneus Pirelli: Os compostos C1 (duro), C2 (médio) e C3 (macio) estarão disponíveis. O C2 é ideal para stints longos nas retas, enquanto o C1 suporta o desgaste nas curvas rápidas. O C3 pode ser usado no quali ou em estratégias agressivas.[8]
- Simulações técnicas: Simulações de pré-temporada sugerem tempos de pole em torno de 1:28s, refletindo os novos regulamentos. O consumo de combustível deve girar em torno de 110 kg para os 308 km.[9]
- Sustentabilidade na F1: Os combustíveis 100% sustentáveis mantêm a potência de 1.000 cv, beneficiando as retas longas e reduzindo o impacto ambiental da corrida noturna.[10]
- Regulamentações de 2025: Motores híbridos com 475 kW (turbo) e 350 kW (MGU-K), sem bargeboards e com asas simplificadas, favorecem ultrapassagens na reta principal e na curva 1.
- Mudanças nas equipes: A Red Bull substituiu Liam Lawson por Yuki Tsunoda após duas corridas fracas. Outros pilotos em novas equipes são Hamilton (Ferrari, nº 44), Bortoleto (Kick Sauber, nº 5), Antonelli (Mercedes, nº 12) e Isack Hadjar (Racing Bulls, nº 6).
- Equipes participantes: Red Bull Racing (Honda RBPT), Ferrari, McLaren (Mercedes), Mercedes, Aston Martin (Mercedes), Alpine (Renault), Williams (Mercedes), Kick Sauber (Ferrari), Racing Bulls (Honda RBPT) e Haas (Ferrari) competem, ajustando setups para alta velocidade.[11]
- Curiosidades do circuito: O recorde de volta é de 1:30.734, por Lewis Hamilton em 2021. Em 2025, os tempos devem ficar próximos de 1:28s devido às mudanças aerodinâmicas.[12]